# Acantopsis guttatus
Acantopsis guttatus är en fiskart som beskrevs av Nguyen 2005. Acantopsis guttatus ingår i släktet Acantopsis och familjen nissögefiskar. Inga underarter finns listade i Catalogue of Life.